# Distretto di Tikamgarh
Il distretto di Tikamgarh è un distretto del Madhya Pradesh, in India, di 1 203 160 abitanti. È situato nella divisione di Sagar e il suo capoluogo è Tikamgarh.